# Georgina Ribas
Georgina de Carvalho Ribas (Ambriz, 22 de abril de 1882 — Lisboa, 4 de maio de 1951), foi uma pianista, musicóloga, professora de música e líder de várias organizações do movimento negro e do movimento feminista do século XX em Portugal, tais como o Partido Nacional Africano, o Grémio Ké-Aflikana, também conhecido como Grémio Africano e o Movimento Mulheres Africanas. Foi uma das pioneiras da libertação feminina em Portugal.

## Biografia
Nascida Georgina de Carvalho a 22 de abril de 1882 na vila de Ambriz, em Angola, era filha ilegítima de Frederico Leopoldo de Carvalho Júnior, comerciante e negociante lisboeta e neta paterna de avô brasileiro, Frederico Leopoldo de Carvalho e de avó portuguesa, Maria Eugénia da Silva. Veio viver para Portugal aos três anos de idade, tendo sido batizada aos quatro, a 27 de outubro de 1886, na Igreja de Santa Isabel, em Lisboa, sendo registada como filha de mãe incógnita. Teve por padrinhos um primo do pai, João Lino de Carvalho e uma tia paterna, Eugénia Maria de Carvalho. No mesmo ato é batizado o seu único irmão, Jorge de Carvalho, nascido no mesmo local a 5 de janeiro de 1884. A mãe, Culema, angolana e descendente do Barão de Cabinda, só a reconheceu legalmente já adulta.
Diplomou-se pelo Conservatório Nacional de Lisboa, como pianista, e foi professora de música num espaço no Rossio. Casou a 28 de novembro de 1909, aos 27 anos, na Igreja de Nossa Senhora da Ajuda, em Lisboa, com Tomás Emídio de Sousa Schiappa Pietra Ribas, funcionário público, natural da Figueira da Foz e cinco anos mais novo. Teve um filho, Tomás Ribas, que seguiu os seu passos nas artes, tornando-se um reconhecido musicólogo, escritor, crítico de dança e de teatro.                  
Em 1929, envolve-se na direcção da Liga das Mulheres Africanas, ou Movimento Mulheres Africanas, organização que fazia parte do Partido Nacional Africano. Fez parte igualmente deste Partido Nacional Africano, que em 1932, segundo o periódico Tribuna D'África, tinha cerca de cinco mil filiados distribuídos pelos diferentes bairros de Lisboa.

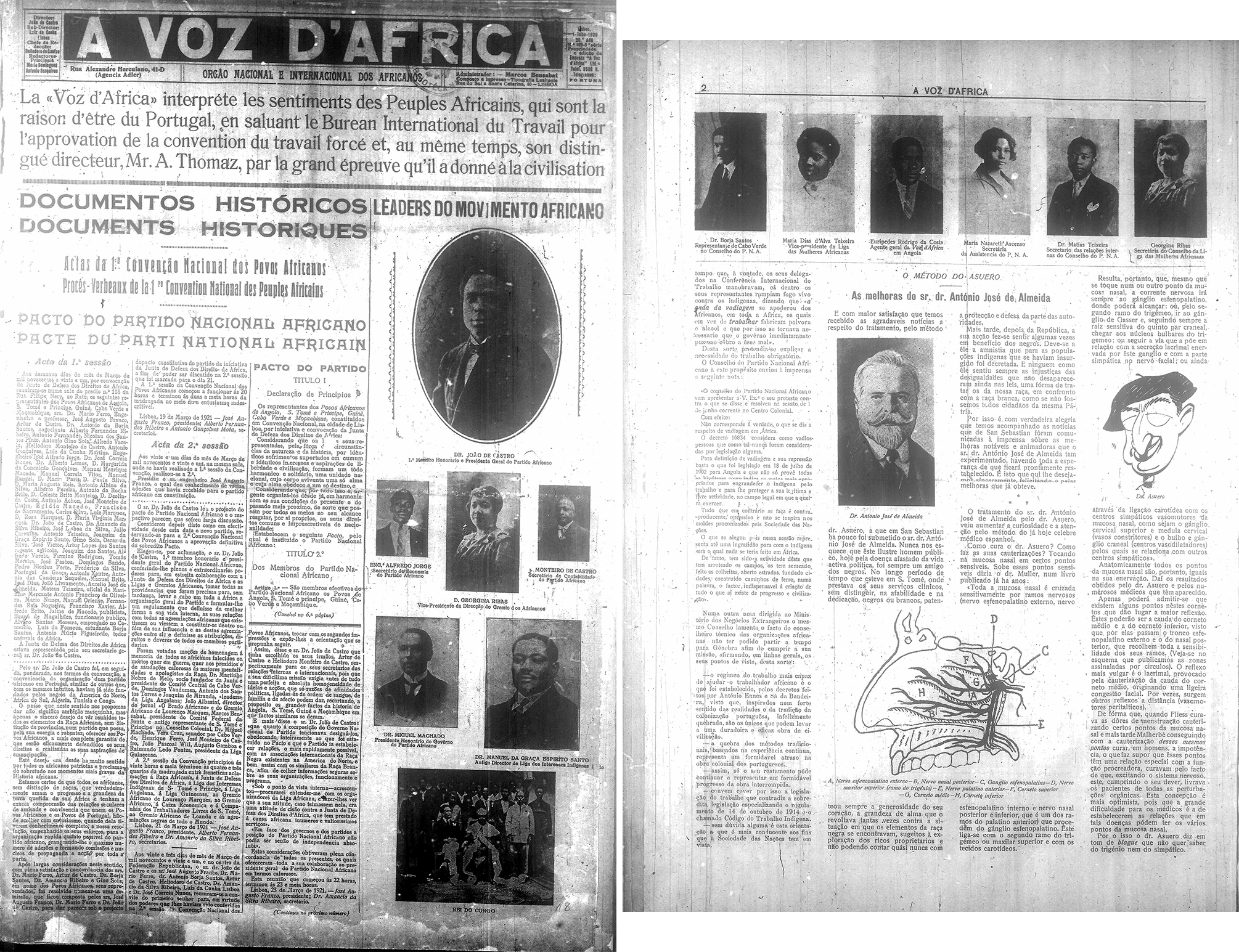
Georgina Ribas referida em duas páginas do jornal do movimento negro português A Voz D'África (1912-1913 e 1927-1930)

Fez também parte do Grémio Ké-Aflikana, também conhecido como Grémio Africano.
O Grémio Africano, fundado a 28 de Agosto de 1929, e que se evidenciou na defesa da independência dos territórios colonizados por Portugal, tinha como principais objectivos “concorrer para o prestígio social e mental dos africanos, congregar e estreitar os laços de uma união e solidariedade entre os naturais d’África e as raças nacionais e promover o levantamento do nível intelectual e revigoramento físico dos indígenas da África Portuguesa”, de acordo com os seus estatutos.                         
Tornou-se vice-presidente do Grémio Ké-Aflikana dos Africanos. Juntamente com Maria Dias d’Alva Teixeira, Vice-Presidente da Liga das Mulheres Africanas, e Maria Nazareth Ascenso, então Secretária da Assistência do Partido Nacional Africano, formam a liderança do Grémio Ké-Aflikana dos Africanos.
Georgina Ribas exerceu grande influência social e moral junto da intelectualidade africana então residente na capital portuguesa.
Faleceu a 4 de maio de 1951, no IPO, freguesia de São Sebastião da Pedreira, em Lisboa, vítima de cancro da vesícula biliar e do fígado, aos 69 anos de idade. Encontra-se sepultada no Cemitério do Alto de São João, em Lisboa. À data residia na Praceta das Amoreiras, número 5, 4.ºA, também em Lisboa.
O seu nome foi um dos pseudónimos usados para as jovens entrevistadas em Portugal, no âmbito da tese de Doutoramento Experiências de jovens afrodescendentes/negras na educação profissional: contribuições ao Serviço Social em Portugal e Brasil, de Heide de Jesus Damasceno (Escola de Sociologia e Políticas Públicas, ISCTE-IUL 2021).

## Reconhecimentos
Em 2023 a Câmara Municipal de Lisboa aprovou a inserção do seu nome na toponímia da cidade.